# Никитин, Степан Андреевич
Степан Андреевич Никитин (27 декабря 1904 — 27 ноября 1976) — участник Великой Отечественной войны, командир 40-й истребительно-противотанковой артиллерийской бригады, 3-я ударная армия, 1-й Белорусский фронт, Герой Советского Союза, полковник.

## Биография
Степан Андреевич Никитин родился в семье железнодорожника. После окончания 7 классов школы работал на стекольном заводе на станции Мета Удомельского района Калининской области. В 1923 году призван в Красную Армию. В 1925 году вступил в ВКП(б). В 1932 году окончил зенитные артиллерийские курсы, в 1939 — Военно-хозяйственную академию.
С июня 1941 года — на фронтах Великой Отечественной войны.
В боях за населённый пункт Зофиенталь (15 км северо-западнее города Костшин-над-Одрой) успешное наступление советских войск было обеспечено огнём бригады под руководством Никитина. На рубеже Шенвальд-Вернойхен бригада прорвала полевую оборону противника и с жестокими боями продвинулась вперёд более чем на 14 километров. В феврале 1945 года была отражена контратака противника на кюстринском плацдарме. Действия бригады обеспечили дальнейшее наступление советских войск. В 1943-1945 бойцы его бригады уничтожили более 4000 солдат и офицеров противника, взяли в плен около 2500 солдат и офицеров, уничтожили и повредили почти 400 танков, около 300 автомашин и бронетранспортёров, свыше 600 пулемётов и миномётов, 163 противотанковых орудия, разрушили 237 дзотов и огневых точек, подавили огонь 170 орудий и 380 пулемётов.
Указом Президиума Верховного Совета СССР от 31 мая 1945 года Степану Андреевичу Никитину присвоено звание Героя Советского Союза.
В 1948 году окончил высшую офицерскую артиллерийскую школу. С 1954 года полковник Никитин вышел в запас и жил в Ленинграде.
Похоронен на Северном кладбище Санкт-Петербурга.

## Награды
- Медаль «Золотая Звезда» (1945);
- три ордена Ленина;
- четыре ордена Красного Знамени;
- орден Кутузова 2 степени;
- орден Отечественной войны 1 степени;

Могила Никитина на Северном кладбище Санкт-Петербурга.

- орден Красной Звезды;
- медали.
- иностранные награды

## Память
- Почётный гражданин города Рогачёв Гомельской области.
- Именем Героя была названа улица в городе Рогачёв.